# Агломерация Неукен-Плоттьер-Чиполлетти
Неукен-Плоттьер-Чиполлетти — аргентинская агломерация в Патагонии. Города Неукен и Плоттьер в провинции Неукен и город Чиполлетти в провинции Рио-Негро формируют эту агломерацию, самый населённый пункт в Патагонии. Агломерация находится на волоке между рекой Неукен и рекой Лимай. Сентенарио находится недалеко от агломерации.

## География
Три города, составляющие агломерацию, находятся в долине рек Неукен и Лимай. Национальная трасса 22 соединяет Чиполлетти с Неукеном и Неукен с Плоттьером. Волок между рекой Неукен и рекой Лимай формирует реку Рио-Негро

## Экономика
Неукен — столица провинции Неукен, поэтому важные фирмы имеют офисы в этом городе. Много людей, которые живут в Плоттьере и в Чиполлетти, работают в Неукене, экономическом центре. Самая важная экономическая деятельность в Чиполлетти и в Плоттьере — плодоводство, прежде всего культивирование яблок и груши.